# Уместнов, Михаил Михайлович
Михаил Михайлович Уместнов (19 [7] января 1879, Одесса ― 18 декабря 1948, Свердловск) ― русский советский оперный певец (баритон) и музыкальный педагог. Профессор.

## Биография
Родился в Одессе в семье рабочих. В 1899―1901 годах обучался в Санкт-Петербургской консерватории по классу Николая Михайловича Нолле. В 1902―1904 годах стажировался в Риме и Милане по классу К. Катони и Э. Росси. В 1902―1908 годах выступал в оперных театрах Италии: в Милане, Генуе, Турине, Венеция и других городах. В 1908―1911 годах ― в России: Одесса, Саратов и прочие города.
Исполнял следующие партии: Риголетто («Риголетто» Верди), Барнаба («Джоконда» Понкьелли), Скарпья («Тоска» Пуччини), Тонио («Паяцы» Леонкавалло) и т.д.
В 1918―1923 годах ― заведующий кафедрой Одесской консерватории, в 1923―1929 годах преподавал в Тюменской музыкальной школе, в 1929―1932 и в 1935―1948 годах ― в Свердловском музыкальном училище, в 1935―1936 годах ― в институте повышения квалификации при Свердловском оперном театре, в 1939―1948 годах ― в Уральской государственной консерватории (в 1946―1948 годах ― заведующий кафедрой). Профессор с 1942 года.
В классе Уместнова в Уральской консерватории учился оперный и камерный певец Александр Филиппович Ведерников.
Похоронен в Свердловске на Михайловском кладбище.